# Liste der Kardinalskreierungen Gregors VI.
Papst Gregor VI. (1045–1046) kreierte vier Kardinäle.

## 1045
- Johannes, Kardinalbischof von Labico, Neffe von Papst Benedikt IX., † vor 1055
- Pietro, Kardinaldiakon, † nach 18. Februar 1047

## 1046
- Georgius, Kardinalbischof von Porto, † um 1049
- Pietro, Kardinalpriester (Titelkirche unbekannt), † nach 1046